# Febronianesimo
Il febronianesimo (o febronianismo) è un sistema politico-ecclesiastico che ebbe una grande influenza nella seconda metà del XVIII secolo. Suo rappresentante principale fu Johann Nikolaus von Hontheim (conosciuto col nome di Febronio), vescovo ausiliare di Treviri, nell'attuale Germania, che nel 1763 scrisse la sua opera fondamentale, dal titolo: De statu ecclesiae et legittima potestate romani pontificis liber singularis ad reuniendos dissidentes in religione christianos compositus. Partendo dai principi del Gallicanesimo, che aveva appreso a Lovanio seguendo le lezioni del canonista Van Espen, Hontheim prosegue sulla medesima via, ma raggiungendo un radicalismo acceso che lasciava alle spalle il Gallicanesimo tradizionale per sviluppare una teoria sulla organizzazione ecclesiastica fondata sulla negazione della costituzione monarchica della Chiesa. Il suo intento era di riconciliare le posizioni della Chiesa protestante con quella cattolica, diminuendo il potere e l'autorità del papa. Si tratta di una forma di Conciliarismo.

## Idee principali
Secondo Febronio, Gesù Cristo ha affidato il potere delle due chiavi non solo al papa, ma a tutta la Chiesa, in tutte le sue singole realtà. Il papa ha sì un certo primato, che resta comunque subordinato alla Chiesa universale. Egli, in quanto simbolo dell'unità della Chiesa, capo e difensore delle sue leggi, ha sì il diritto di proporre leggi e di inviare legati o ambasciatori nello svolgimento delle sue funzioni primaziali, ma solo in forza del suo principatus, non perché abbia un reale potere di giurisdizione sulle Chiese locali.
Il fondamento della Chiesa infatti sta nell'episcopato intero, e il papa è solo un primus inter pares (uno fra eguali).
Ne consegue che il papa è sottomesso al Concilio, convocato dall'episcopato intero; e i vescovi sono veri e propri collaboratori, e non semplicemente dei consiglieri. I decreti conciliari non hanno bisogno di essere confermati dal papa, che nemmeno li può modificare. Anzi, in caso di divergenze, in campo morale o disciplinare, ci si può appellare contro le decisioni papali direttamente ad un Concilio.
Inoltre il papa, non avendo più giurisdizione universale, non può nominare o destituire i vescovi: questo compito spetta ai sinodi provinciali o locali, i cui poteri sono stati usurpati nel corso della storia, dai diversi papi regnanti.
Bisogna, secondo il Febronio, ritornare alla Chiesa delle origini e restituire ai vescovi il loro potere legittimo. Ostacolo principale non è il papa in sé, ma la Curia romana, che bisogna ad ogni costo combattere con tutti i mezzi legittimi e propri, tra cui i sinodi episcopali nazionali o provinciali. Se il papa non accetta questo nuovo stato di cose, spetta ai principi e soprattutto all'imperatore, in cooperazione con i vescovi, costringerlo ad accettare, fino ad arrivare a rifiutargli l'obbedienza dovuta in quei campi in cui il papa ha usurpato la giurisdizione dei vescovi.
Gli studiosi attribuiscono a Febronio anche l'idea della tolleranza. In realtà, come confermato da autorevole dottrina (Balbi R.), dall'opera del vescovo di Treviri non emerge in alcun modo un'idea di tolleranza religiosa (l'autore, infatti, parlava piuttosto di dialogo con gli eretici per convertirli alla vera fede della "Chiesa Apostolica"). È il movimento che è nato negli anni successivi (Febronianesimo) prendendo ispirazione dal "De statu Ecclesia", che si è fatto portavoce di un vero ed autentico messaggio di tolleranza religiosa.

## Ricezione delle idee di Febronio
Benché i principi di Febronio non fossero originali (vedi il Concilio di Costanza e Basilea del XV secolo), la forza e la profondità dei suoi studi fecero sì che essi venissero accettati e largamente diffusi, soprattutto in Germania.
Il libro di Febronio venne condannato dal papa il 5 febbraio 1764, e con un Breve del 21 maggio Clemente XIII ordinò la distruzione di tutti gli esemplari dell'opera. L'ordine papale però ebbe un'accoglienza diversa: in alcune diocesi infatti l'ordine di distruggere il libro venne completamente ignorato; in altre diocesi, si volle dapprima aspettare il giudizio emesso da speciali e neutrali commissioni; in altre diocesi infine (se ne contano 9), l'opera venne distrutta.
Malgrado questo, le idee di Febronio trovarono viva accoglienza presso i principi tedeschi e soprattutto presso i vescovi, che nella maggioranza dei casi erano principi-vescovi, già indipendenti dall'imperatore sul piano politico, e che ora aspiravano anche ad una indipendenza ecclesiastica: consideravano infatti come ingiustificabili le ingerenze della curia romana nelle loro prerogative sovrane e volevano stabilire con fermezza la loro indipendenza dal papa stesso.
I principi (soprattutto in Austria, in Toscana, a Napoli, in Portogallo), nelle loro riforme “illuminate”, fecero energici sforzi per riformare la Chiesa, a partire dalla idee di Febronio.
In Italia si possono ricordare soprattutto il Sinodo di Pistoia e il vescovo riformatore Scipione de' Ricci. In Germania occorre menzionare i 23 articoli redatti dai tre principi 
elettori, i vescovi di Magonza, Colonia e Treviri, che nel 1786 stillarono un elenco di lamentele contro la curia romana, che si ispiravano alle idee di Febronio (benché questi non avesse avuto parte diretta nella loro stesura), e che invocavano l'aiuto dell'Imperatore per la loro attuazione. La rivoluzione francese mise fine a questo tentativo di indipendenza della chiesa tedesca.